# استفن هربست
استفن هربست (به انگلیسی: Stefan Herbst) (زادهٔ ۱۷ مهٔ ۱۹۷۸) شناگر اهل آلمان است.